# Dwadzieścia minut po północy
Dwadzieścia minut po północy – utwór z repertuaru zespołu Skaldowie, skomponowany przez Andrzeja Zielińskiego do tekstu Leszka Aleksandra Moczulskiego. Po raz pierwszy został zarejestrowany w sesji nagraniowej dla Polskiego Radia na początku 1969, zaś w lutym tego samego roku, zespół ponownie nagrał go na swój trzeci longplay, "Cała jesteś w skowronkach".
Utwór jest bardzo refleksyjny, nawiązuje on do ciężkiego wypadku jakiemu uległ autobus wiozący Skaldów na festiwal w Sopocie w 1968 roku. W nagraniu płytowym pojawia się nawet efekt imitujący silnik jadącego autobusu. Utwór rozpoczynają miarowe uderzenia bębna, do którego przyłączają się gitara basowa i organy Farfisa Compact Duo. Następnie pojawia się chorałowy zaśpiew, wykonywany przez Skaldów i męskie głosy chóru. Później następuje śpiew solo Andrzeja Zielińskiego, realizujący bardzo klimatyczną i ekspresyjną partię wokalną.
Utwór w momencie powstania został ochrzczony "najdłuższą piosenką w Polsce", jednak mimo swoich rozmiarów został wykonany na Festiwalu Opolskim (1969). Skaldowie wykonywali już na początku istnienia zespołu ten tekst Moczulskiego, jednak wówczas na melodię utworu "Still I'm Sad" zespołu The Yardbirds, a właściwa muzyka powstała później.

## Muzycy, biorący udział w nagraniu
- Andrzej Zieliński – śpiew, organy Farfisa Compact Duo;
- Jacek Zieliński – chórki, trąbka (tylko w nagraniu radiowym);
- Konrad Ratyński – gitara basowa, śpiew;
- Jerzy Tarsiński – gitara;
- Krzysztof Paliwoda – gitara;
- Jan Budziaszek – perkusja;
- Chór i orkiestra p/d. A.Zielińskiego.